# Konstantin Sergejevič Stanislavskij
Konstantin Sergejevič Stanislavskij, vlastním jménem Konstantin Sergejevič Alexejev, (17. ledna 1863 Moskva – 7. srpna 1938 Moskva) byl ruský herec, podnikatel, divadelní režisér, divadelní teoretik a pedagog, který společně s Vladimírem Ivanovičem Němirovičem-Dančenkem spoluzaložil Moskevské umělecké akademické divadlo (MCHAT).
Divadlo MCHAT představovalo velmi významné tvůrčí období jak v ruském, tak i ve světovém měřítku. On sám vytvořil svoji vlastní metodiku výchovy herců (tzv. systém Stanislavského resp. Stanislavského školu nebo také Stanislavského metodu), která později velmi ovlivnila světovou divadelní praxi a znamenala přelom i v divadelní pedagogice.

## Život

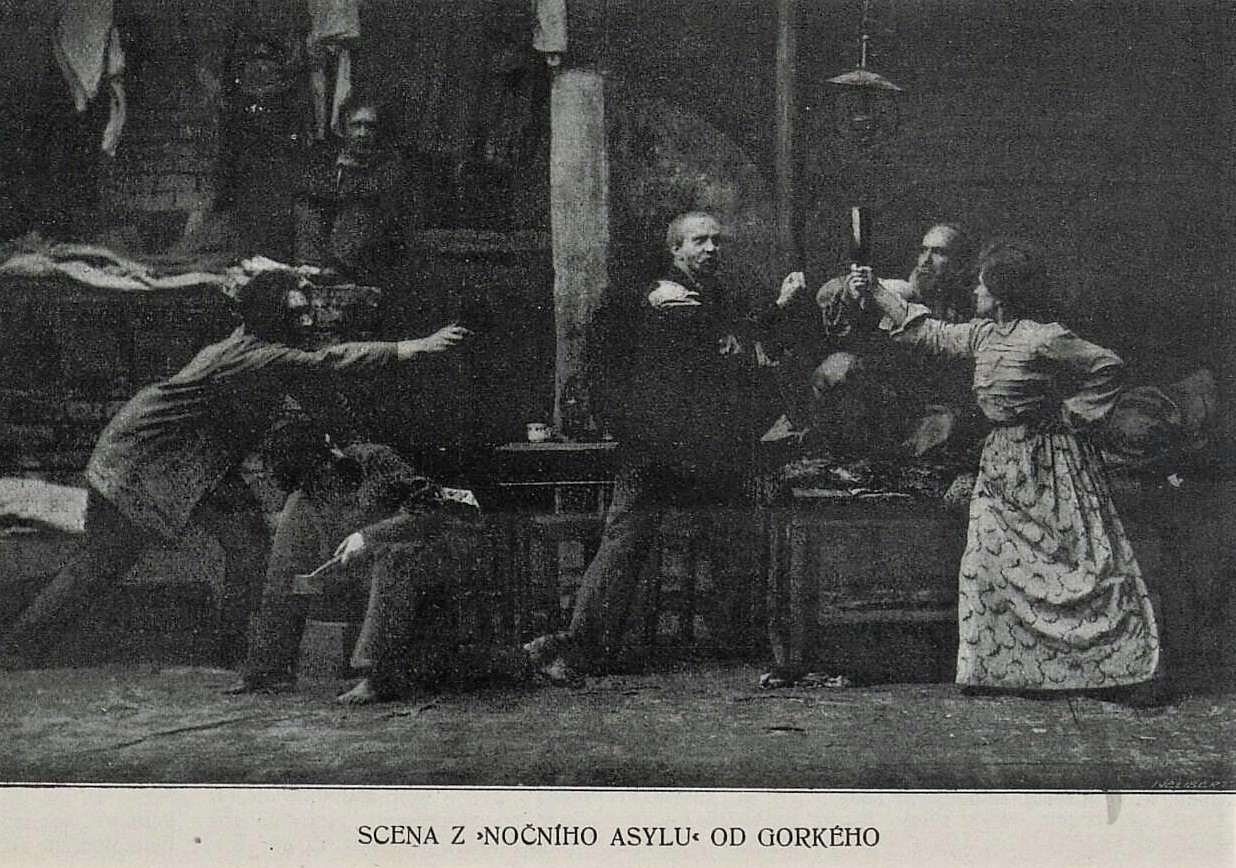
MCHAT, hostování v Praze 1905, Gorkij: Noční asyl

Pocházel z velmi vlivné a bohaté, vážené, vzdělané a kulturně založené ruské rodiny, jeho bratranec Nikolaj Alexandrovič Alexejev byl v letech 1885–1893 starostou města Moskvy, zahynul po atentátu. Otec Sergej Alexejev byl továrník a pro svých deset dětí zřídil na svém statku u Moskvy soukromé divadlo, kde mladý Konstantin získal první herecké zkušenosti. Po studiích na rodinném gymnáziu studoval v letech 1878-1881 na Lazarevském institutu východních jazyků. Proto také velmi dobře ovládal většinu světových jazyků včetně francouzštiny, němčiny a angličtiny. Potom začal pracovat v rodinné firmě a současně se zapojil do moskevského kulturního života, navázal styky s mnoha známými umělci. Od r. 1884 vystupoval jako herec v ochotnickém divadle. V roce 1888 založil moskevskou Společnost pro divadlo a literaturu. Tato společnost měla za cíl nejen kulturní osvětu a všeobecnou vzdělanost, hrála i amatérské divadlo, jehož vznik podpořil vlastními finančními prostředky. On sám zde působil pod svým uměleckým jménem (příjmení Stanislavskij převzal po neznámém polském herci) zprvu jako její herec. Během následujících deseti let divadelní práce ve Společnosti se vypracoval až do nejužší špičky tehdejšího ruského divadla. Ztvárnil několik desítek postav a od r. 1891 také režíroval.
Spolu s Vladimírem Němirovičem-Dančenkem založil v roce 1898 Moskevské umělecké divadlo (MCHT), od roku 1920 nazývané MCHAT. Zpočátku se na inscenacích podíleli společně, ale jejich přístup byl natolik rozdílný, že od roku 1906 pracoval každý po své linii. Stanislavskij zde až do roku 1917 vystupoval také jako herec. Vytvořil svoji vlastní hereckou metodu, kterou sám nazval psychickým realismem. Herci se museli plně ztotožnit s rolí, museli ji prožívat, museli umět zdůvodnit své chování na jevišti. Kladl důraz na psychologické splynutí herce s postavou. Divadlo v té době proslulo především inscenacemi her A. P. Čechova (Racek) a to nejen v Rusku, ale i v zahraničí. Český tisk zaznamenal vystupování MCHATu v Praze v roce 1905 (Maxim Gorkij: Noční asyl a A. N. Tolstoj: Car Fedor) a v roce 1906 (A. N. Tolstoj: Car Fedor a A. P. Čechov: Strýček Váňa).
Zlom ve Stanislavského životě (a v životě celé ruské společnosti vůbec) představovala Říjnová revoluce v roce 1917, která změnila nejen jeho majetkové poměry, ale přinesla i zcela jiné problémy. I přes svůj původ a problémy v období po revoluci vedl Stanislavskij nadále MCHT (od roku 1920 MCHAT), jehož úroveň a disciplína přečnívala výrazně ostatní ruské soubory. Stanislavskij vytvářel nejen nové divadlo, ale také působil na nové lidové obecenstvo, které se dříve do divadel nedostalo. V roce 1922 podniklo divadlo zájezd do Evropy a následně do USA. Stanislavskij setrval v USA do roku 1924. Po návratu se potýkal s nepřízní sovětského režimu, který v divadle uplatňoval ideologický nátlak. V r. 1926 byla v SSSR vydána Stanislavského kniha Můj život v umění (Моя жизнь в искусстве), která předtím vyšla již v USA. Po infarktu, který ho v roce 1928 zastihl na jevišti, již nebyl schopen pracovat jako dříve. Věnoval se teoretickým studiím, pedagogické práci a v operním studiu MCHATu režíroval několik představení. Odjel na léčení do zahraničí, odkud se vrátil v roce 1930. Jeho zdraví bylo křehké a postupně se pod záminkou léčebného režimu dostával do izolace, ve které pracoval na svém teoretickém díle. O jeho snaze pomáhat přátelům a známým pronásledovaným režimem svědčí rozsáhlá korespondence z tohoto období adresovaná představitelům sovětské vlády. Stanislavského poslední prací byla kniha Moje výchova k herectví (Работа актёра над собой), která vyšla v roce 1936 v USA, v SSSR byla vydána až po jeho smrti, na podzim roku 1938.

## Citát
Jen takové scénické umění, jež je prostoupeno živým, organickým prožitkem člověka-herce, může umělecky vyjádřit všechny nepostihnutelné odstíny a celou hlubinu vniřního života role. 
Konstantin Sergejevič Stanislavskij

## Knižní publikace v češtině
- Můj život v umění (překlad František Píšek; Praha, Fr. Borový, 1940, 1941 a Orbis 1959)
- Moje výchova k herectví (z deníku hereckého adepta, překlad Jaroslav Hulák; Praha, Athos, 1946)
- Můj život v umění (překlad František Píšek; Praha, Svoboda, 1946)
- Dotvoření herce (kapitoly o pracovní a umělecké disciplíně herce, jeho etice a vzdělání, překlad Alena Kautská, Věra Očadlíková; Praha, Athos, 1949)
- Moje výchova k herectví, Díl 2 (Tvůrčí proces ztělesňování, deník žáka, překlad A. Šoršová; Praha, Orbis, 1954)
- Režisérský plán Othella (překlad a předmluva Antonín Kurš, Shakespearův text je uveden v překladu E. A. Saudka; Praha, Orbis, 1954)

(Sebrané spisy Konstantina Stanislavského vyšly v ruštině v Moskvě (nakladatelství Isskustvo) v letech 1994–1999 v šesti dílech.)

## Galerie

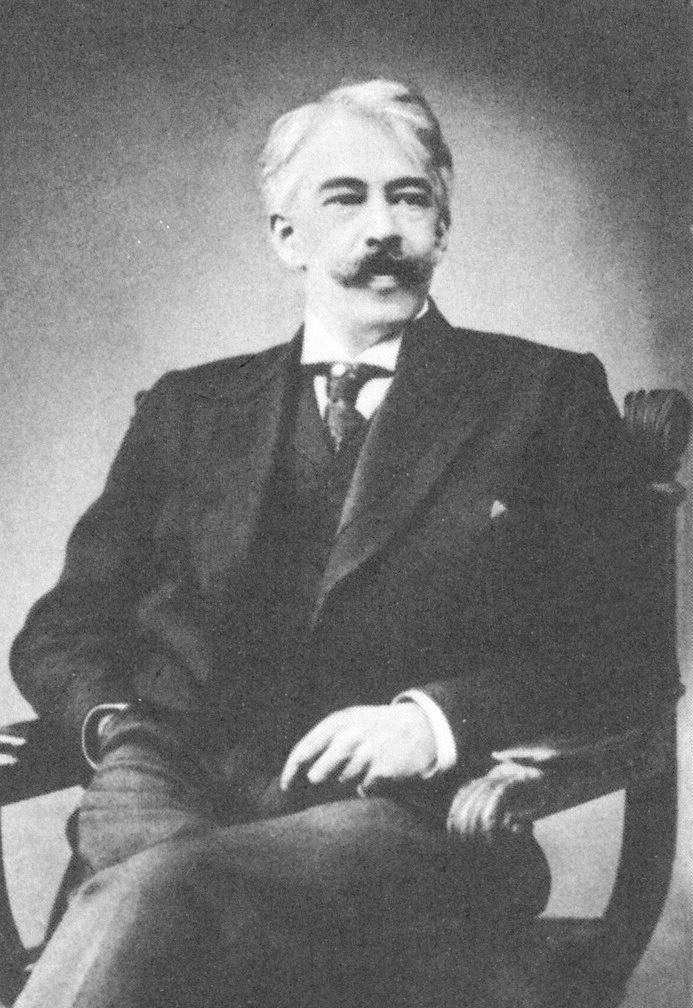
Konstantin Stanislavskij
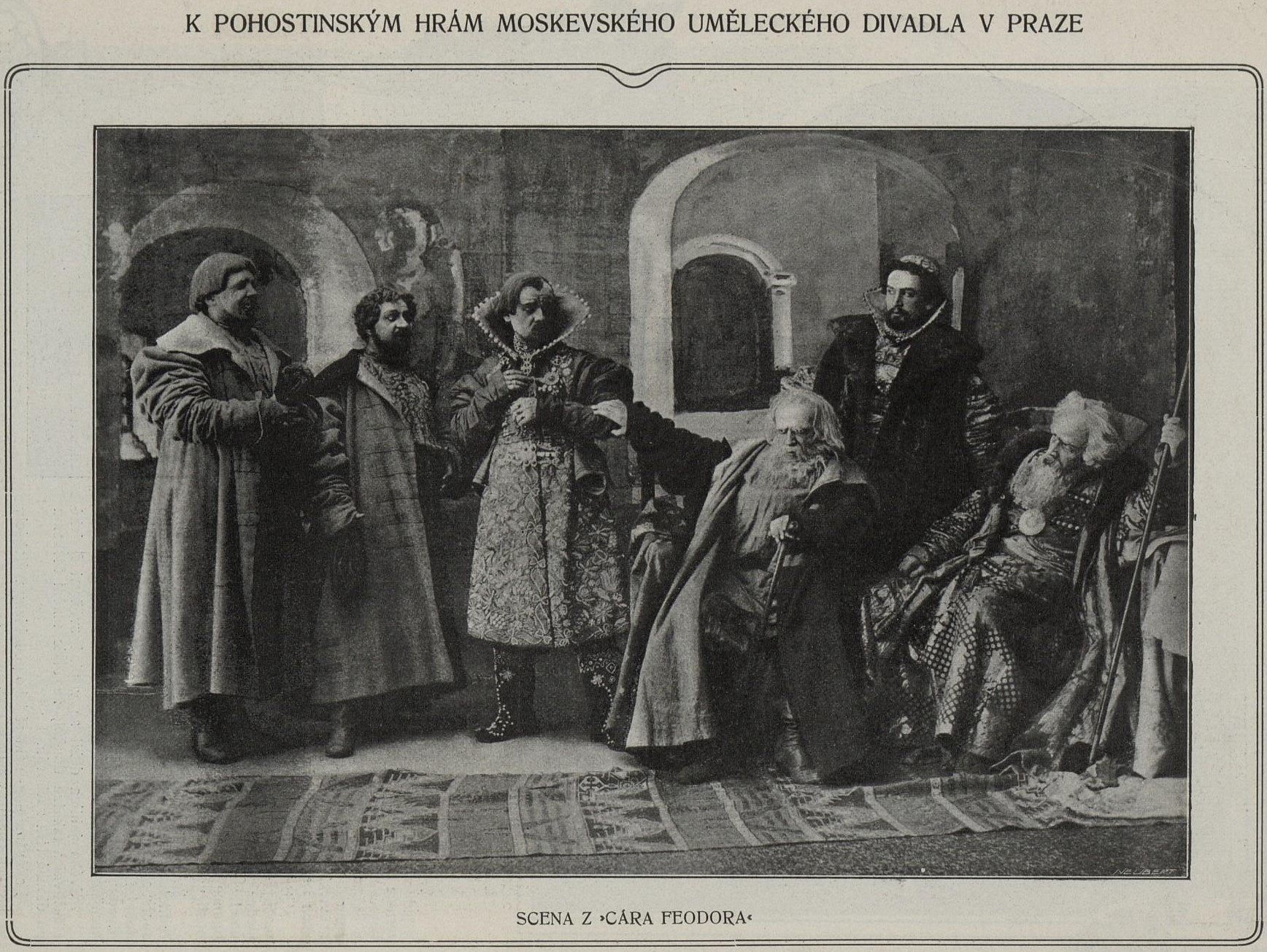
MCHAT, Praha 1905, Car Fjodor